# Ernest Mtawali
Ernest Mtawali Chirwali, né le 10 octobre 1966 ou 1968,, à Bloemfontein (Afrique du Sud), est un footballeur malawite.

## Biographie
Il évoluait au poste de milieu de terrain, et a joué essentiellement dans le championnat sud-africain, mais aussi en Argentine avec les Newell's Old Boys et le Club Atlético Talleres, en France avec le Toulouse FC, et en Arabie saoudite avec Al Wahda.
Lors de sa première saison dans l'Hexagone, il fut un titulaire régulier et un cadre de l'équipe toulousaine, mais il ne joua quasiment plus la saison suivante, et fut transféré au club saoudien d'Al Wahda.

## Carrière de joueur
Il a été formé au Bloemfontein Celtic.
- 1993-1994 :  Mamelodi Sundowns
- 1994-1995 :  Newell's Old Boys
- 1995-1996 :  Mamelodi Sundowns
- 1996-1997 :  Club Atlético Talleres
- 1997-1999 :  Toulouse FC
- 1999-2000 :  Al Wahda
- 2000-2003 :  Orlando Pirates
- 2003-2004 :  Ajax Cape Town

## Carrière d'entraineur
- juin 2015-juin 2016 :  Malawi